# Troglophyes gavoyi
Troglophyes gavoyi es una especie de escarabajo del género Troglophyes, familia Leiodidae. Fue descrita por Abeille de Perrin en 1894. Se encuentra en Francia.

## Subespecies
Se reconocen las siguientes:
- T. g. alluaudi
- T. g. gavoyi